# 阿恰恰
阿恰恰（学名：Garcinia humilis，西班牙語： 或 ），又名阿恰恰山竹、黃金山竹，是一种与山竹有关的小而多产的水果。它生长在玻利维亚中部地区的亚马逊盆地南部，但是最近已在澳大利亚伯德金以商业规模种植。该水果在柏林举行的2012年水果物流创新奖中获得第三名。

## 描述
阿恰恰果实呈强烈的金黄色，成熟时会变成红橙色。它呈椭圆形，长可达6厘米，直径可达4厘米。内有白色果肉包子，通常有一颗显着的咖啡色种子，较大的果实可能有不止一颗种子。
味道被描述为既苦又甜。外皮又硬又苦，可以用刀或牙把外皮打开吃到附着在种子上的果肉。
澳大利亚昆士兰州农渔林部发现，只要不放冰箱，这种水果可以保存四到六周。建议将水果存放在15至20摄氏度，相对湿度较高的环境下。如果不满足这些条件，果实就容易枯萎。